# 1990 w grach komputerowych

Artykuł opisuje ważne wydarzenia w 1990 roku w branży gier komputerowych. Zobacz też: historia gier komputerowych.

## Wydarzenia
Rok 1990 przyniósł wydanie dwóch konsol do gier. Pierwsza z nich, Super Nintendo Entertainment System (SNES), będąca 16-bitową konsolą, odniosła spory sukces komercyjny. Druga z nich, Sega Mega Drive, spotkała się z mniej spektakularnym odbiorem. Wśród innych udoskonaleń technicznych znalazło się wprowadzenie przez Creative Labs karty dźwiękowej SoundBlaster 16.
Spośród wydanych w 1990 roku amerykańskich i japońskich gier komputerowych wyróżniły się symulator kosmiczny Wing Commander, gry platformowe Super Mario World i Commander Keen, a także gra fabularna Final Fantasy III.